# Tubercule adducteur
Le tubercule adducteur est un tubercule situé à l'extrémité inférieure du fémur. Il se situe à l'endroit où la branche médiale inférieure de la ligne âpre se terminent (la ligne supracondylienne médiale) au niveau du condyle médial du fémur.
C'est le point d'insertion du tendon des fibres verticales du muscle grand adducteur.